# Cervecería 100 Montaditos
La Cerveseria 100 Montaditos és una cadena de restauració internacional d'origen espanyol, pertanyent al grup Restalia, especialitzada en la venda de 100 tipus diferents de montaditos (barquetes). Actualment compta amb uns 350 locals en règim de franquícia repartits per Espanya i prop de 100 a l'estranger, amb un total d'uns 3000 treballadors. (Estats Units, Mèxic, Colòmbia, Itàlia, Xile, Guatemala, Costa Rica, República Dominicana, Paraguai, l'Equador i Portugal).

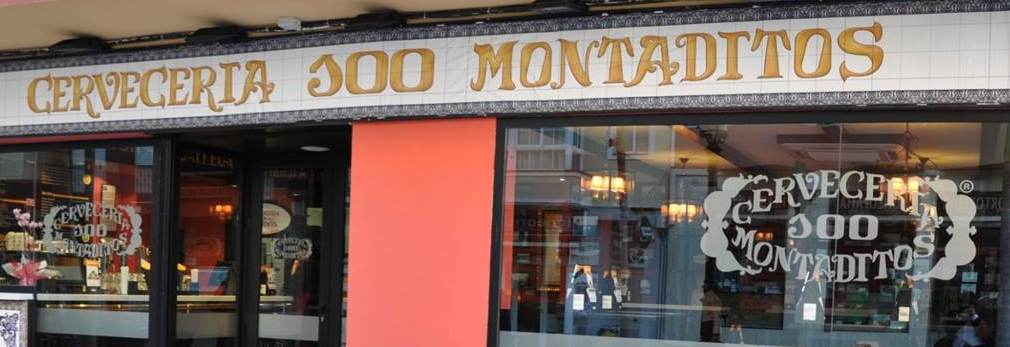
Façana d'un restaurant de la cadena 100 Montaditos

El concepte de "neorestauració" que desenvolupa es basa en quatre elements: els productes de qualitat, l'autodenominat "concepte eurista" (preus propers a un euro), autoservei i una temàtica determinada dels locals.
La senzillesa dels plats (barquetes) i el seu baix preu van ser part de l'èxit de la marca.

## Distribució dels locals

### Distribució a Espanya
| Lloc | Comunitat autònoma   | Cerveseries |
| ---- | -------------------- | ----------- |
| 1    | Comunitat de Madrid  | 90          |
| 2    | Andalusia            | 70          |
| 3    | Comunitat Valenciana | 47          |
| 4    | Catalunya            | 24          |
| 5    | Canàries             | 15          |
| 6    | Regió de Múrcia      | 10          |
| 7    | Castella i Lleó      | 11          |
| 8    | Castella-la Manxa    | 10          |
| 9    | Extremadura          | 8           |
| 10   | Galícia              | 7           |
| 11   | Aragó                | 6           |
| 12   | País Basc            | 5           |
| 13   | Cantàbria            | 4           |
| 14   | Navarra              | 2           |
| 15   | Illes Balears        | 2           |
| 16   | Astúries             | 2           |
| 17   | La Rioja             | 1           |

### Distribució fora d'Espanya

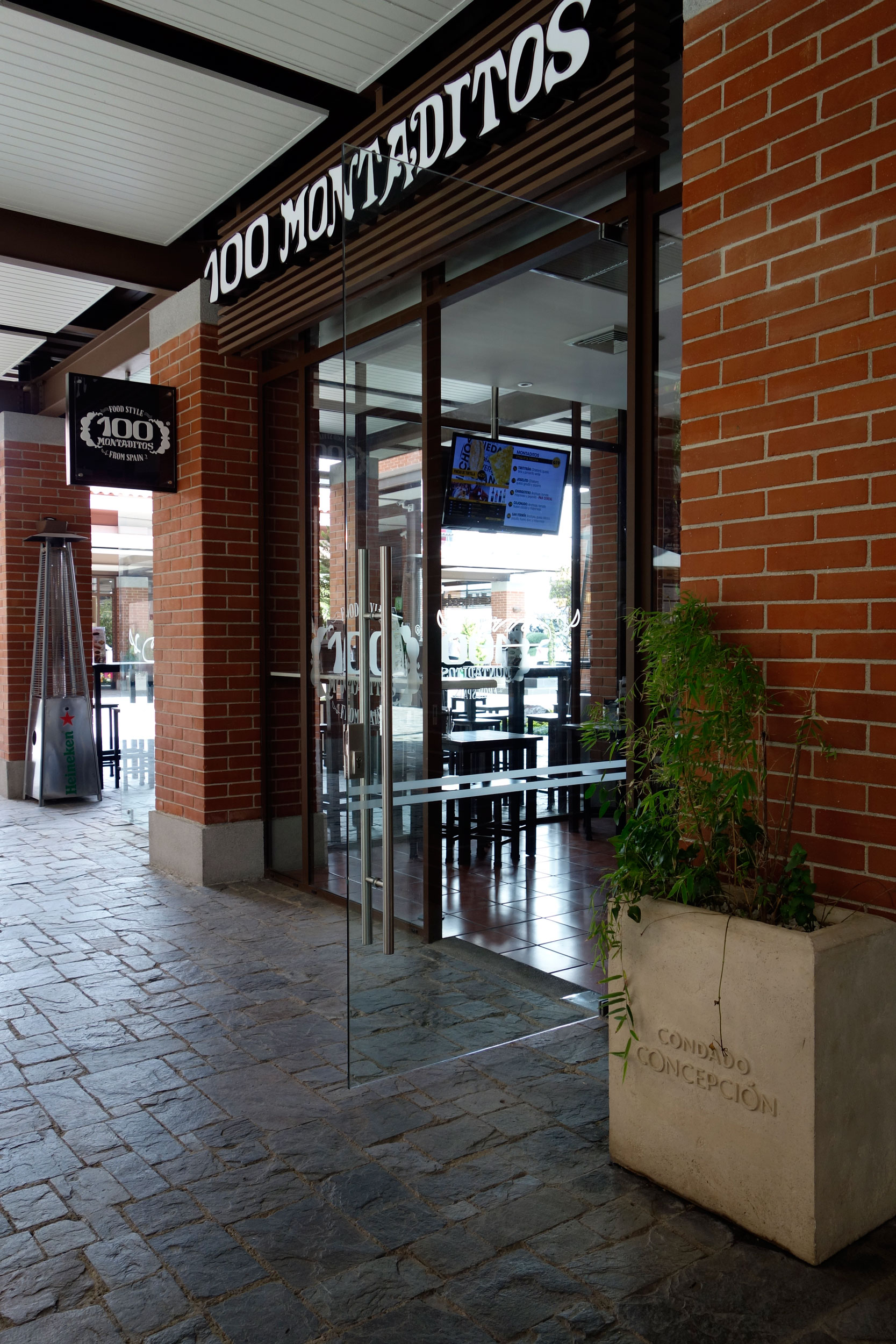
100 Montaditos a Guatemala

La Cerveseria 100 Montaditos compta amb prop de 100 restaurants fora d'Espanya, que són:
- 50 a Itàlia
- 12 a Portugal
- 12 a Mèxic
- 7 a Guatemala
- 5 als Estats Units
- 5 a Colòmbia
- 3 a Xile
- 2 a Equador
- 1 a Costa Rica
- 1 a República Dominicana
- 1 al Paraguai
- 1 a Panamà